# Damien Piqueras
Damien Piqueras, né le 29 août 1991, est un rameur français.

## Biographie
Il est étudiant à l'université de Savoie.

## Palmarès

### Championnats du monde

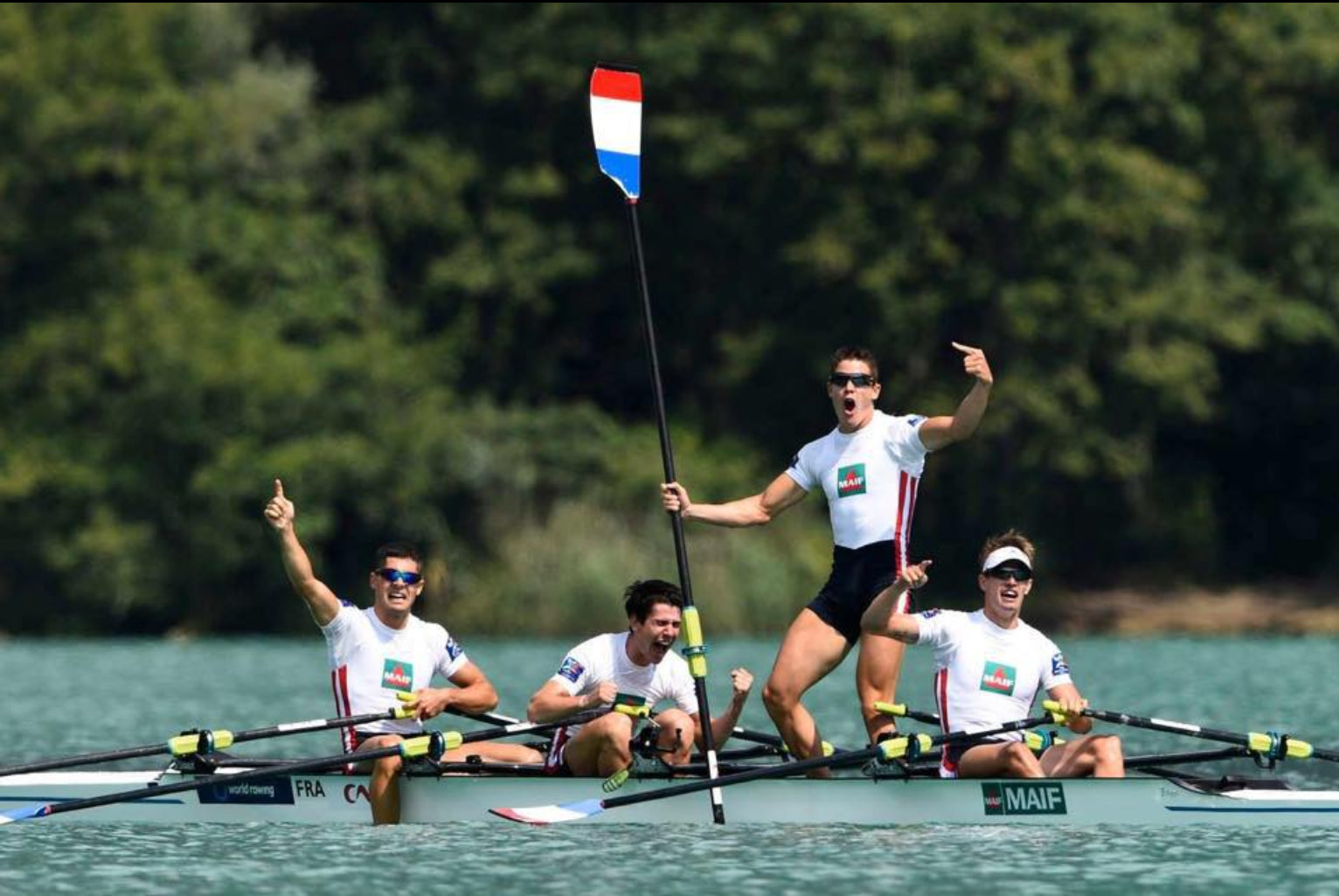
Victoire de l'équipe Quatre de couple Demontfaucon-Piqueras-Houin-Maunoir

| Discipline                     | Chungju 2013 Corée du Sud | Amsterdam 2014 Pays-Bas | Aiguebelette 2015 France | Rotterdam 2016 Pays-Bas | Sarasota 2017 États-Unis |
| ------------------------------ | ------------------------- | ----------------------- | ------------------------ | ----------------------- | ------------------------ |
| skiff poids légers             |                           | 17e                     |                          |                         |                          |
| Quatre de couple, poids légers |                           |                         | Or                       | Argent                  | Or                       |

### Championnats d'Europe
| Discipline           | Séville 2013 Espagne | Belgrade 2014 Serbie | Poznań 2015 Pologne |
| -------------------- | -------------------- | -------------------- | ------------------- |
| Quatre de couple, pl |                      |                      |                     |